# Гусев, Александр Иванович (лётчик)
Алекса́ндр Ива́нович Гу́сев (24 августа 1910, Липецк, Тамбовская губерния — 26 июля 1978, Москва) — советский лётчик-истребитель, Герой Советского Союза (14.11.1938), генерал-майор авиации (1940).

## Биография
Родился 24 августа 1910 года в Липецке, в семье рабочего. Русский. Окончил среднюю школу. Работал подручным механика в мастерских «Госметр» в Ленинграде.
В ноябре 1928 года поступил на службу в Красную Армию. Окончил Ленинградскую военно-теоретическую школу ВВС РККА в 1930 году, в 1931 году окончил 2-ю Борисоглебскую военную школу лётчиков имени Осоавиахима СССР. С 1931 года служил в 4-й истребительной эскадрилье ВВС Белорусского военного округа (Смоленск): младший лётчик, старший лётчик, командир звена, командир отряда. С декабря 1935 года — командир отряда 17-й истребительной авиационной эскадрильи 142-й истребительной авиабригады в том же округе (Бобруйск).
Участвовал в гражданской войне в Испании с августа 1937 по апрель 1938 года, командовал эскадрильей и группой истребителей. Воевал на истребителе И-16. 30 декабря 1937 года в воздушном бою был тяжело ранен, но продолжил летать. Совершил свыше 100 боевых вылетов, участвовал в 32-х воздушных боях, в которых сбил 4 самолёта, в том числе 3 лично и 1 в паре.
14 ноября 1938 года за победы, одержанные в небе Испании, было присвоено звание Героя Советского Союза. После возвращения в СССР с мая 1938 по февраль 1939 года — помощник командира 59-й истребительной авиабригады ВВС Ленинградского военного округа (город Пушкин). В 1939 году окончил КУКС при Академии Генерального штаба РККА.
2 июня 1939 года полковник А. И. Гусев в составе большой группы боевых лётчиков прибыл в Монголию для укрепления частей, участвующих в советско-японском конфликте у реки Халхин-Гол. Сразу же был назначен начальником ВВС 57-го Особого корпуса. При создании 1-й армейской группы 17 июля 1939 года командующим её ВВС также стал А. И. Гусев. За боевые заслуги награждён советским и монгольским орденами.
С сентября 1939 года — заместитель командующего ВВС Белорусского военного округа, в том же месяца участвовал в походе Красной армии в Западную Белоруссию. В октябре—декабре 1939 года в составе правительственной комиссии находился в Германии.
С декабря 1939 года — заместитель командующего ВВС 8-й армии, а с января 1940 года — на той же должности в 15-й армии. Участвовал в советско-финской войне, за боевые отличия награждён третьим орденом Красного Знамени. С апреля 1940 года — командующий ВВС Одесского военного округа. С октября 1940 года — командир 30-й авиационной дивизии. С января 1941 года — командир 17-й смешанной авиационной дивизии ВВС Киевского особого военного округа.

### Великая Отечественная война

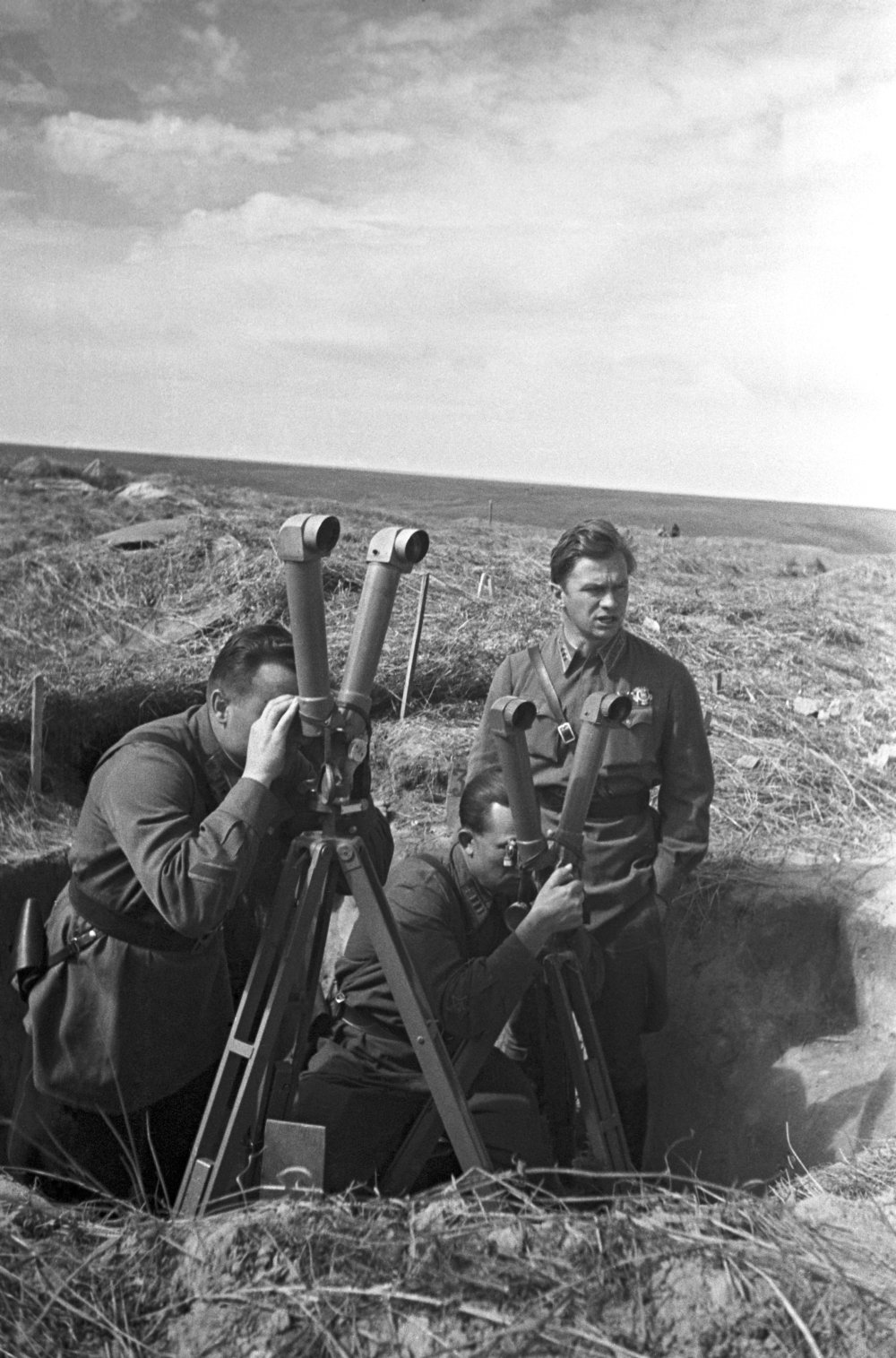
Гусев (справа) на командном пункте советских ВВС на горе Хамар-Даба на Халхин-Голе.

С первого дня Великой Отечественной войны командовал 17-й смешанной авиадивизией на Юго-Западном фронте. Участвовал в приграничном сражении на Западной Украине, в Киевской оборонительной операции и в Сумско-Харьковской оборонительной операции. В ноябре дивизия была отозвана с фронта на переформирование, а сам А. И. Гусев вызван в Москву.
С 16 декабря 1941 года по 15 ноября 1942 года формировал и командовал 106-й истребительной авиадивизией ПВО. После формирования дивизия была передана в состав Северо-Западного фронта и вела напряжённые боевые действия, отражая непрерывные налёты немецкой авиации на объекты Октябрьской железной дороги, городов Торжок, Лихославль, Вышний Волочек, Бологое, объектов дальнего тыла фронта. В течение 1942 года лётчики дивизии провели 331 воздушный бой и сбили 171 немецкий самолёт, потеряв 103 самолёта.
С 16 ноября 1942 года — командир 104-й истребительной авиадивизии ПВО в составе Архангельского дивизионного района ПВО. Дивизия отвечала за прикрытие с воздуха Архангельска, Молотовска, железной дороги Архангельск—Онега и союзных арктических конвоев при их движении по Белому морю. В 1943 году активность немецкой авиации на этом направлении снизилась и борьба велась, главным образом, с разведывательной авиацией. За время его командования дивизия провела 4 воздушных боя, потеряв в них 1 истребитель (ещё 2 погибли по небоевым причинам).
С октября 1943 года — командир 328-й истребительной авиадивизии ПВО Западного фронта ПВО и Северного фронта ПВО. Дивизия отвечала за прикрытие с воздуха железнодорожных узлов Смоленск, Рославль и коммуникаций фронтов, действовавших на минском направлении. Эта задача была особо важной при подготовке и проведении Белорусской стратегической наступательной операции. Особо лётчики дивизии отличились при отражении массированных налётов немецкой авиации на Смоленск 26 и 28 июня 1944 года, сорвав попытки вывести из строя стратегически важный Смоленский железнодорожный узел (только 28 июня было сбито 14 немецких самолётов). Всего с января по июнь 1944 года включительно части дивизии под его командованием сбили 37 самолётов противника.
С августа 1944 года до конца войны — заместитель командующего 1-й воздушной истребительной армии ПВО. Армия отвечала за прикрытие Москвы и Московского промышленного района, которые в то время ударам вражеской авиации уже не подвергались.

## Послевоенное время

Могила А. И. Гусева на Кунцевском кладбище Москвы.

Служил в той же должности до февраля 1946 года, когда был направлен на учёбу. В 1948 году окончил Высшую военную академию имени К. Е. Ворошилова. С июня 1948 года — заместитель командира 10-го истребительного авиационного корпуса в Прикарпатском военном округе, а с марта 1949 года — командир этого корпуса, переименованного в 52-й истребительный авиакорпус. С февраля 1952 года — помощник командующего 37-й воздушной армией. В 1954 году окончил военно-исторический факультет при Высшей военной академии имени К. В. Ворошилова. С марта 1954 года — старший военный советник командующего одной из воздушных армий Народно-освободительной армии Китая, три года провёл в Китайской Народной Республике. С августа 1957 года — начальник военной кафедры Московского лесотехнического института. С декабря 1960 года в отставке.
С 1931 года — член ВКП(б)/КПСС.
Скончался 26 июля 1978 года в Москве. Похоронен на Кунцевском кладбище.

## Награды
- медаль «Золотая Звезда» Героя Советского Союза № 109 (14.11.1938);
- 2 ордена Ленина (14.11.1938, 05.11.1954);
- 5 орденов Красного Знамени (02.03.1938, 29.08.1939, 20.03.1940, 12.07.1944, 20.06.1949);
- орден Отечественной войны I степени (14.02.1943);
- орден Красной Звезды (03.11.1944);
- медали СССР;
- орден Красного Знамени (Монголия, 10.08.1939).

## Воинские звания
- старший лейтенант (14.06.1936)
- капитан (2.02.1938)
- майор (5.07.1938)
- полковник (15.08.1938)
- комбриг (29.11.1939)
- комдив (апрель 1940)
- генерал-майор авиации (4.06.1940)